# Encarsia paradiaspidicola
Encarsia paradiaspidicola is een vliesvleugelig insect uit de familie Aphelinidae. De wetenschappelijke naam is voor het eerst geldig gepubliceerd in 1989 door Viggiani.